# Rawit Pengukir
Das Rawit Pengukir ist ein Doppelmesser aus Sumatra.

## Beschreibung
Das Rawit Pengukir ist ein sogenanntes „Doppelmesser“, das heißt, dass immer zwei Messer zusammen in einer Scheide getragen werden. Es hat zwei unterschiedliche Klingen:
1. Die Klinge ist vom Ende der Angel etwas breiter. Die Schneide verläuft s-förmig und der Klingenrücken ist gerade. Der Ort ist leicht abgebogen gearbeitet. Das Heft ist aus Holz oder Horn, an der Klinge etwas dicker und wird zum Knauf hin schmaler. Der Knauf ist abgerundet. Das Heft ist zur Stabilisierung und Verzierung mit Rattanbändern umwickelt. Es ist etwas größer als das Heft der zweiten Klinge.
2. Die Klinge ist vom Heft zum Ort gleich breit. Sie hat einen leichten Mittelgrat. Der Klingenrücken und die Schneide verlaufen parallel. Der Ort ist leicht abgerundet. Das Heft besteht ebenfalls aus Holz, ist genauso gearbeitet, aber insgesamt etwas kleiner und dünner. Der Knauf ist abgeflacht.

Auf den ersten Blick wirken die Hefte, als seien sie aus Bambus hergestellt. Die Scheiden bestehen in der Regel aus Holz. Das Rawit Pengukir wird von Ethnien aus Sumatra benutzt.